# Rosco Gordon
Rosco N. Gordon III (Memphis, Tennessee, 10 april 1928 – Queens, New York, 11 juli 2002) was een Amerikaanse blueszanger die actief was sinds de vroege jaren '50.
Hij is vooral bekend van Booted en No More Doggin' uit 1952 en Just a Little Bit uit 1960.

## Loopbaan
Gordon was een pionier van de Memphis blues en werkte eind jaren '40 en begin jaren '50 samen met Johnny Ace, Bobby Bland en B.B. King. Na het vertrek van King naar Los Angeles ging de formatie verder onder de naam The Beale Streeters, vernoemd naar een straat in Memphis waar veel werd opgetreden.
Gordon speelde piano in de "Rosco rhythm"-stijl, waarbij de nadruk op 1/8 na de tel (off-beat) ligt. Zijn manier van spelen was van grote invloed op de Jamaicaanse pianist en reggae-pionier Theophilus Beckford en zodoende op reggae als geheel.
- Bibliothèque nationale de France: cb139405997 (data)
- Gemeinsame Normdatei: 13516978X
- International Standard Name Identifier: 0000 0000 5516 3262
- Library of Congress Control Number: n92116200
- MusicBrainz: 440981eb-1c1e-43b7-a0bc-518bc9297a0c
- Nationale Bibliotheek van Tsjechië: xx0172799
- Nederlandse Thesaurus van Auteursnamen: 097837652
- Istituto Centrale per il Catalogo Unico: DDSV076992
- Système universitaire de documentation: 113395086
- Virtual International Authority File: 19870642
- WorldCat: E39PBJwHjqqCKXcmGXTwRpj6Kd